# دانشگاه متروپولیتن پراگ

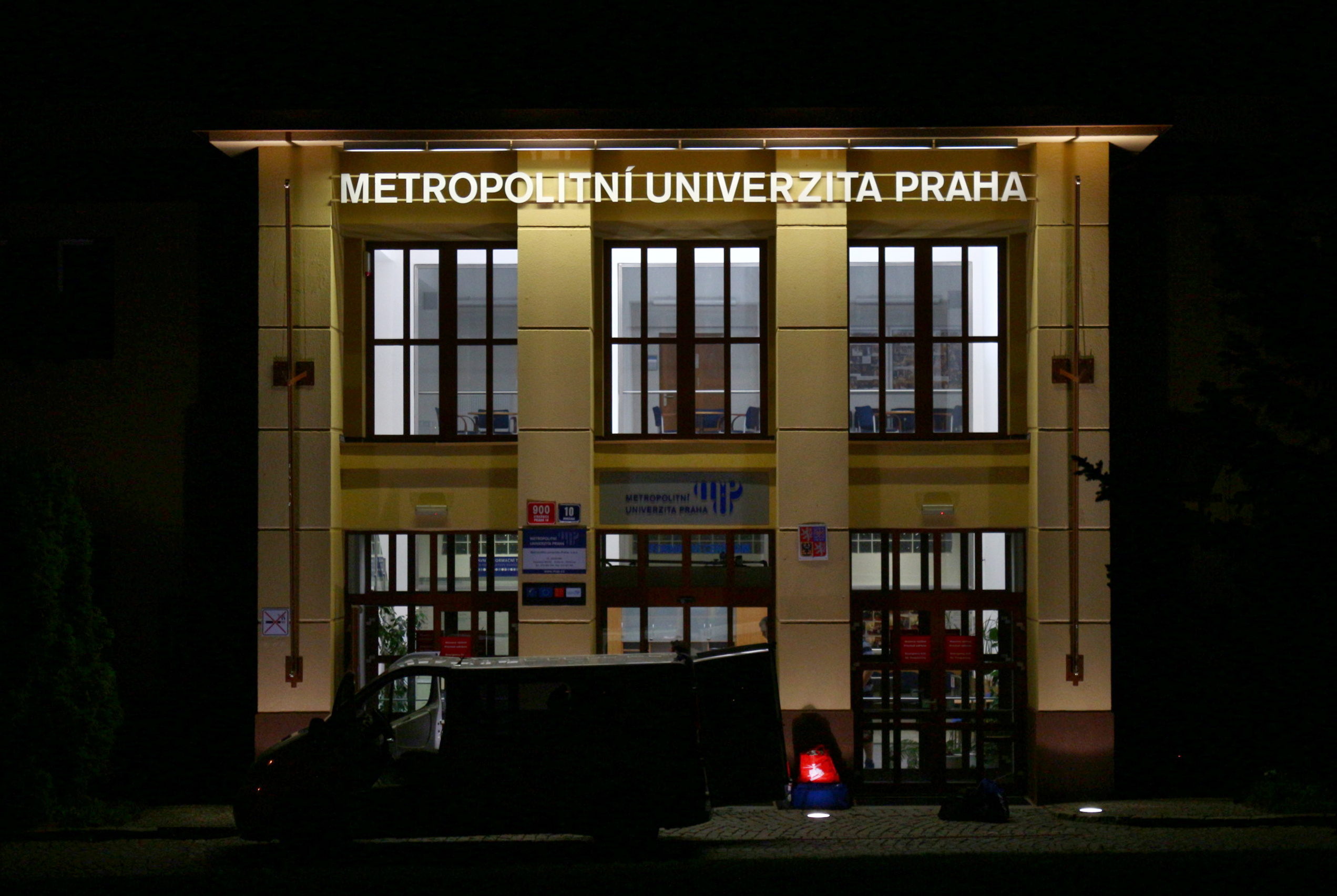
دانشگاه متروپولیتن پراگ (Metropolitan University Prague)

دانشگاه متروپولیتن پراگ (به لاتین: Metropolitan University Prague) یک دانشگاه در جمهوری چک است که در پراگ واقع شده‌است.